# Priscus Attalus

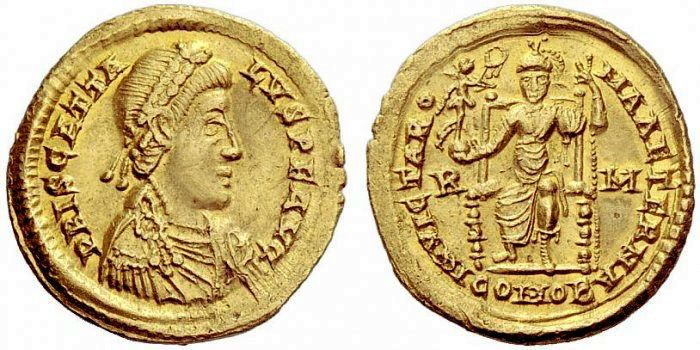
Solidus des Priscus Attalus

Priscus Attalus war ein spätantiker Senator griechischer Herkunft und als Usurpator zweimal weströmischer Kaiser. 
Attalus war im Jahr 409 Stadtpräfekt von Rom. Im selben Jahr ließ er sich, bis zu dieser Zeit ein Nichtchrist, nach dem arianischen Bekenntnis taufen. Er wurde darauf mit massiver Unterstützung der Visigoten zum Gegenkaiser proklamiert. Das Ziel der meuternden visigotischen Krieger war es, vom römischen Staat Anspruch auf Versorgung (annona militaris) zu erlangen. Da Kaiser Honorius in Ravenna dies seit Jahren verweigerte, erhob Alarich, der Anführer der Visigoten, in Gestalt von Attalus nun einen eigenen Augustus, der dann im Namen Roms mit ihm entsprechende Verträge schließen sollte. Da Honorius allgemein unbeliebt war, konnte der neue Kaiser zunächst durchaus Anhänger um sich scharen. Doch der comes Africae Heraclianus hielt zu Honorius und unterbrach die lebenswichtigen Getreidelieferungen von Nordafrika nach Italien. Da sich Attalus und der Senat weigerten, gegen ihn einen regelrechten Krieg zu führen, setzte Alarich seinen Kaiser wieder ab und nahm erneut Verhandlungen mit Honorius auf.
Auch Attalus’ zweite Regierungszeit dauerte nicht lange. Der neue Visigotenführer Athaulf ließ ihn im Jahr 414 in Burdigala (heute Bordeaux) erneut zum Kaiser ausrufen; damals diente diesem unter anderem Paulinus von Pella, der später beklagte, dass die Krieger Athaulfs Attalus und seine Gefolgsleute schlecht behandelt hätten. Anfang des Jahres 416 verständigte sich Wallia, der Nachfolger Athaulfs, mit dem Kaiserhof in Ravenna. Attalus wurde ausgeliefert und gezwungen, an Honorius’ Triumphzug im gleichen Jahr (416) in Rom teilzunehmen. Dies war der letzte römische Triumph, der in Italien gefeiert wurde. Attalus wurden zwei Finger abgetrennt, doch schonte man sein Leben, so dass er seine Tage in der Verbannung auf den Liparischen Inseln beschließen durfte.